# Ernest Auguste Révillon
Pour les articles homonymes, voir Révillon (homonymie).
Ernest Auguste Révillon, né à Paris, dans l'ancien 6e arrondissement, le 24 avril 1854 et mort à Barbizon le 10 juin 1937, est un sculpteur et médailleur français.

## Biographie
Fils aîné de Jean-Baptiste Révillon (1819-1869) et de Marie Pauline Ernestine Pasquier (1826-1872), Ernest Auguste Révillon voit le jour au no 9 rue des Filles-du-Calvaire (3e arrondissement de Paris), qu'il quittera avec ses parents l'année suivante pour vivre au no 13 de la rue de Malte à Paris. Son frère, Paul Émile Révillon (né en 1860), épousera Lucile Berthe Brandreth en 1885. Ses grands parents paternels, Jean-Baptiste Révillon (1795-1856) et Pauline Malot (1799-1883) étaient fabricants de médailles en bronze.
Devenu sculpteur auprès de son père, il suit l'enseignement d'Aimé Millet qui lui apprendra entre également la gravure de médaille. Membre de la Société des artistes français, il est domicilié au no 87 rue Oberkampf à Paris de 1883 à 1885.
Le 25 avril 1885 à Saint-Mandé (Val-de-Marne), il épouse Édith Céline Maximilienne Baÿtun-Gebelin (1862-1893) Séparé de son épouse le 24 juin 1889, il se remarie le 22 mars 1896 à Saint-Denis en Seine-Saint-Denis avec Mélanie Amélie Vignon.
Ernest Auguste Révillon achète la propriété de La Rousselière au no 4 de la rue Charles Jacque à Barbizon, et installe son atelier au no 11 de la même rue.

## Distinctions
- Mention honorable décernée par le jury du concours de sculpture au Salon de 1887.
- Officier d'Académie (arrêté ministériel du 15 février 1903).

## Hommage
La ville de Barbizon a donné son nom à une rue de la commune.

## Œuvres

### Sculpture
- Barbizon : Monument aux Morts de la Guerre de 1914-1918, inauguré en 1920. Le buste du Gaulois , réalisé grâce à une souscription franco-américaine, est érigé sur un piédestal composé de rochers de la forêt de Fontainebleau[5].
- Naufragé, plâtre[6].

### Médaille
- Moine (Saint-François d'Assise), labourant son champ avec deux bœufs attelés, 1920, bronze, avers. Au revers, une branche de pin avec un couple d'oiseaux, signée Chartran/Révillon.
- Vierge Marie, argent. La Vierge sur un globe à l'avers ; un « M » surmonté d'une croix et deux cœurs pendants au revers.
- Médaille commémorative de la bataille de Verdun, modèle à deux variantes, les modèles en bronze étant les plus fréquents, il en existe également en bronze argenté, en argent, en bronze doré, en vermeil, ainsi qu'une demi-taille en or avec ruban noir et agrafe en or dans la Collection La Phalère. Médaille par Artthus-Bertrand 29 mm de diamètre deux faces un personnage féminin et un poilu[7],[8].
- Albert Ier roi des Belges, cuivre originellement argenté, portrait en buste, armoiries, devise : « L'Union fait la force », 10 g environ.